# Айос-Дометиос
Айос-Дометиос (др.-греч. Ογιος Δομότιος или Οη Δεμότης) ― пригород, расположенный к западу от столицы Кипра, Никосии. Его население составляет 12 456 человек (перепись 2011 года). Он является одним из крупнейших муниципалитетов Кипра. В районе Айос-Дометиос, находящемся под контролем Турции, проживает 2314 человек (на 2011 год).
С 2003 года он является местом расположения самого важного контрольно-пропускного пункта острова на Кипре, через который тысячи киприотов-греков и киприотов-турок пересекают границу каждый день.
Айос-Дометиос существовал с древних времен как небольшая деревня, расположенная в 4 километрах к западу от Никосии. Упоминание об Айос-Дометиосе относится еще к эпохе франков (период правления Лузиньянов, 1191-1489). Город назван в честь святого Дометия Персидского, который был родом из Персии в 4 веке нашей эры и позже стал христианином. Он жил в пещере в Месопотамии и обратил в христианство множество людей. Римский император Юлиан Отступник обвинил Дометия в обмане людей, на что Дометий ответил императору, что все эти безобидные люди свободно посещают его и он не может просто отослать их прочь. Юлиан Отступник был оскорблен его ответом и приказал казнить его. В 362 году нашей эры Дометиоса забили камнями до смерти. Церковь Айос Дометиос была построена в 17 веке и посвящена святому. Она построена на небольшом холме и является одной из главных достопримечательностей города.
По данным первой британской переписи населения в 1881 году, население составляло 430 человек. К моменту обретения независимости в 1960 году оно выросло до 10 055 человек, из них 7 672 грека, 73 маронита, 66 армян, 1 турок, 2065 британцев.
Во время вторжения Айос был ареной ожесточенных боев между кипрской национальной гвардией, ЭЛДИКОМ, турецкими вооруженными силами и TMT.
Организаторы Олимпийских игр 2004 года в Афинах выбрали Кипр в качестве одного из пунктов назначения факела во время его кругосветного путешествия. На самом деле, Кипр был последней остановкой перед возвращением факела в Грецию и единственной страной, где факел оставался более одного дня. 8 июля 2004 года факел прибыл в Айос-Дометиос, и в общей сложности 5 бегунов пронесли его через весь город.